# White City: A Novel
White City: A Novel je sólové konceptuální album Petea Townshenda, kytaristy The Who. Bylo vydáno v roce 1985 a jedná se o Townshendovo čtvrté sólové album.

## Seznam skladeb
Autorem všech skladeb je Pete Townshend, pokud není uvedeno jinak.
1. "Give Blood" (5:44)
2. "Brilliant Blues" (3:06)
3. "Face the Face" (5:51)
4. "Hiding Out" (3:00)
5. "Secondhand Love" (4:12)
6. "Crashing By Design" (3:14)
7. "I Am Secure" (4:00)
8. "White City Fighting" (David Gilmour, Townshend) (4:40)
9. "Come to Mama" (4:40)